# Арсеньев, Николай Иванович (1922)
Никола́й Ива́нович Арсе́ньев (1922—1975) — советский военачальник, генерал-майор (7.05.1960), участник Великой Отечественной войны, Герой Советского Союза (1944), лишён всех званий и наград в связи с осуждением.

## Биография
Николай Арсеньев родился 2 ноября 1922 года в деревне Ростовищи (ныне — Бежецкий район Тверской области) в семье крестьянина.
В 1941 году был призван в [[Рабоче-крестьянская Красная армия|РККА]. В 1942 году окончил пехотное училище. С 1 января 1943 года на фронтах Великой Отечественной войны. 16 февраля 1943 года Арсеньев был назначен заместителем командира батальона 185-го стрелкового гвардейского полка 60-й гвардейской стрелковой дивизии по строевой части. 26 августа 1943 года Арсеньев был ранен и эвакуирован в госпиталь. После излечения вернулся на фронт, участвовал в форсировании Днепра в районе Запорожья.
В конце октября 1943 года гвардии капитан Арсеньев вместе с группой бойцов в количестве менее 30 человек высадился на острове Хортица на реке Днепр в районе Запорожья, а затем трое суток участвовал в боях за остров, расширив плацдарм до 250 метров. Арсеньев участвовал в отражении более чем пятнадцати немецких контратак, четырежды лично ходил в атаки.
Указом Президиума Верховного Совета СССР от 19 марта 1944 года за «умелое командование батальоном, образцовое выполнение боевых заданий командования на фронте борьбы с немецко-фашистским захватчиками и проявленные при этом мужество и героизм» гвардии капитан Арсеньев был удостоен звания Героя Советского Союза с вручением ордена Ленина и медали «Золотая Звезда» за номером 3642.
После окончания войны Арсеньев продолжил службу в Вооружённых силах СССР. В 1948 году он окончил Военную академию имени Фрунзе, а в 1956 году — Высшие академические курсы, служил в Прибалтийском военном округе. С марта 1958 года командовал 50-й гвардейской мотострелковой дивизией в Бресте (войсковая часть № 22156).
Был награждён также орденом Ленина, двумя орденами Красного Знамени, орденом Отечественной войны 1-й степени, орденом Красной Звезды, медалями.
7 апреля 1962 года генерал-майор Арсеньев был арестован. В ходе следствия было установлено, что в 1958—1961 годах Арсеньев злоупотреблял служебным положением, расхищал государственное имущество, спекулировал строительными материалами. Был установлен ряд эпизодов, в том числе хищение кабины автомобиля «ГАЗ-51» в мае 1958 года, хищение в составе организованной группы 89 кубометров леса в сентябре 1959 года, хищение тысячи листов трёхволнового шифера с цементно-шиферного комбината в Кричеве в марте 1960 года, спекуляция цементом, закупаемым на казённые деньги, в 1959—1960 годах, а также кража двух поросят. Вину в совершении преступлений Арсеньев признал частично. Суд проходил 17-31 июля 1962 года в Бресте и был закрытым. Совместно с Арсеньевым на скамье подсудимых оказались: начальник местной автоколонны Окунев и шофёр Доронин, с которыми Арсеньев совершал хищение леса, и учитель Глинка, совместно с которым была совершена кража шифера. 31 июля 1962 года Военная коллегия Верховного суда СССР приговорила Николая Арсеньева к 8 годам лишения свободы с конфискацией имущества.
Указом Президиума Верховного Совета СССР от 24 ноября 1962 года Арсеньев был лишён звания Героя Советского Союза и всех званий и наград.
Арсеньев неоднократно писал ходатайства в Верховный Суд СССР, прося о снисхождении. О помиловании осуждённого генерала ходатайствовал лауреат Ленинской премии писатель Сергей Смирнов. В 1965 году Арсеньев был досрочно освобождён из колонии и отправлен на «химию», на стройки народного хозяйства в Нижневартовск.
По странным обстоятельствам был вновь осуждён к 10 годам лишения свободы с отбыванием наказания в колонии строгого режима.
22 октября 1975 года Арсеньев был убит уголовниками за несколько месяцев до освобождения. Похоронен в городе Бежецк Тверской области.